# Gałów (Wrocław)

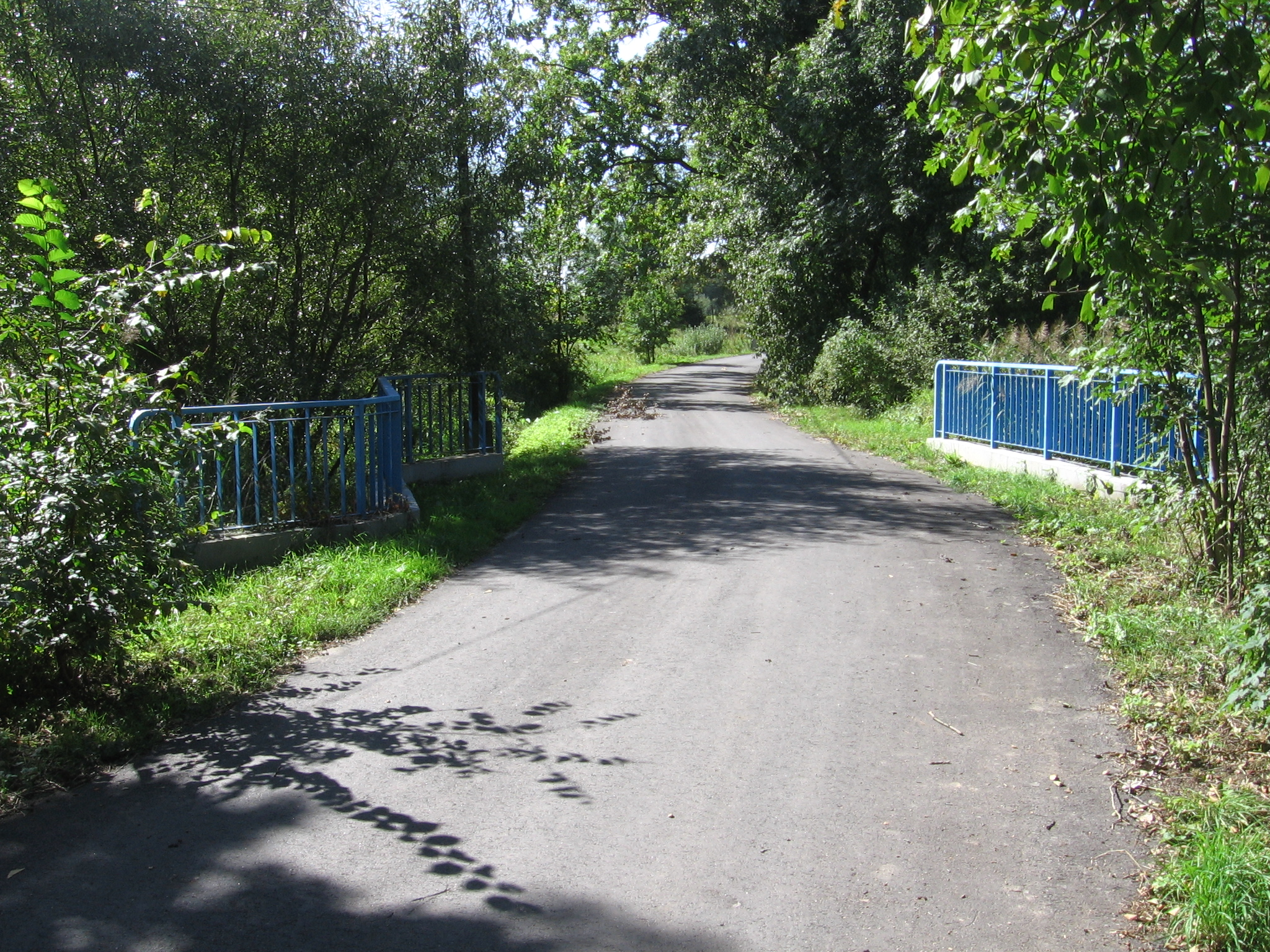
ulica Gałowska - mostek nad Ryńką

Gałów – niewielkie osiedle na zachodnim skraju Wrocławia na prawym (wschodnim) brzegu rzeki Bystrzycy. Składa się z paru zabudowań zamieszkanych przez dwie lub trzy rodziny. Nosi tę samą nazwę, co wieś Gałów, leżąca po drugiej stronie Bystrzycy. Na południe od osiedla znajduje się wieś Samotwór, a na wschód (w odległości ok. 2 km) – pas startowy lotniska Strachowice. Znajdujące się na terenie Gałowa stawy, starorzecza Bystrzycy i rowy melioracyjne dają początek wypływającemu stąd strumieniowi Ryńka. 
W 1973, podczas przyłączania do miasta Wrocławia sąsiadujących wsi Jerzmanowo i Jarnołtów, dołączono również domy należące do wsi Gałów, a leżące na wschód od rzeki Bystrzycy.
Osiedle Gałów cyklicznie, co kilka lat, jest zalewane w wyniku opróżniania zbiornika retencyjnego w Mietkowie. Miejscowy samorząd wielokrotnie próbował odkupić zabudowania od zamieszkujących je rodzin, jednak mieszkańcy nieustannie odmawiają tłumacząc swoje decyzje atrakcyjnymi walorami estetycznymi okolicy. 
W pobliżu osiedla przejeżdża linia autobusowa o numerze 909 na trasie Nowy Dwór - Samotwór-Leśna (w przeszłości była to linia 609 - Dworzec Świebodzki/pl. Solidarności - Samotwór-Pałac/Samotwór-Leśna).